# 정안면
정안면(正安面)은 대한민국 충청남도 공주시의 면이다. 면적은 103.982km2이고, 인구는 2013년 기준으로 2,402세대, 5,399명이다. 특산물은 공주 정안 밤이 있다.
동쪽으로는 의당면, 서쪽으로는 사곡면과 유구읍, 남쪽으로는 의당면과 우성면, 북쪽으로 천안시 동남구 광덕면과 접해 있다.

## 연혁
- 1914년 : 행정구역 개편으로 70개 마을과 요당면(현 의당면), 평촌, 지촌, 율암 3개 마을을 폐합해 22개 리로 변경하여 정안면이 설치되었다.
- 1961년 10월 10일 : 지방자치에 관한 임시특별 조치법에 의거 행정구역을 28개리로 구분하였다.
- 1974년 1월 1일 : 행정구역을 31개리로 재조정하였다.
- 1987년 4월 1일 : 공주군 조례에 의거 광정 1, 2리가 1, 2, 3리로 개편되었다.
- 1995년 1월 1일 : 공주시군 통폐합으로 공주시로 개편되었다.
- 2008년 10월 1일 : 정안면사무소 신청사 이전하였다.[1]

## 법정리
- 광정리(廣亭里): 행정복지센터 소재지.
- 고성리(高聖里)
- 내문리(內門里)
- 내촌리(內村里)
- 대산리(大山里)
- 문천리(文川里)
- 보물리(甫勿里)
- 북계리(北溪里)
- 사현리(沙峴里)
- 산성리(山城里)
- 상룡리(上龍里)
- 석송리(石松里)
- 쌍달리(雙達里)
- 어물리(於物里)
- 운궁리(雲弓里)
- 월산리(月山里)
- 인풍리(仁豐里)
- 장원리(長院里)
- 전평리(田坪里)
- 태성리(台城里)
- 평정리(平正里)
- 화봉리(花鳳里)

## 교통
- 정안알밤휴게소
- ● 천안시내버스 710번 - 공주시 정안면 광정리와 천안역 연계노선으로 고속/시외버스를 탈 필요없이 시내버스+전철만으로 서울을 갈수있다. (하루 10회운행. 천안시의 시내버스 노선 목록 참조)

## 특산물
- 밤(정안밤)

## 교육
- 정안초등학교 (내촌리)
  - 인풍분교 (폐교) - 정안면 풍정길 10 (인풍리)
- 석송초등학교 (전평리)
  - 화봉분교 (폐교) - 정안면 화봉평정길 48 (화봉리)
- 월산초등학교 (폐교) - 정안면 정안마곡사로 396 (월산리)
- 정안중학교 (내촌리)